# Visokoi Island
Visokoi Island är en ö i Sydgeorgien och Sydsandwichöarna (Storbritannien). Den ligger i den östra delen av Sydgeorgien och Sydsandwichöarna. Arean är 35 kvadratkilometer. 